# Воробьёв, Виктор Ефимович
Ви́ктор Ефи́мович Воробьёв (род. 7 декабря 1955, Легница, Вроцлавское воеводство, Вроцлавское воеводство или Польша) — советский гребец на байдарках и каноэ, выступал за сборную СССР во второй половине 1970-х годов. Чемпион мира, четырежды чемпион всесоюзного первенства, многократный победитель регат республиканского значения. На соревнованиях представлял спортивное общество «Спартак» и Минскую область, заслуженный мастер спорта СССР (1975).

## Биография
Виктор Воробьёв родился 7 декабря 1955 года в городе Легница, Польша. Активно заниматься греблей начал в раннем детстве, проходил подготовку на гребной базе города Рогачёв Гомельской области Белорусской ССР, состоял в добровольном спортивном обществе «Спартак».
Первого серьёзного успеха добился в 1975 году, когда завоевал две золотые медали всесоюзного первенства, среди байдарок-двоек на дистанции 500 метров и с одиночкой в эстафете 4 × 500 м. Попав в основной состав советской национальной сборной, удостоился права защищать честь страны на чемпионате мира в югославском Белграде — вместе со своим белорусским партнёром Николаем Астапковичем выиграл золото парной полукилометровой программы. За это достижение по итогам сезона признан журналистами лучшим спортсменом Белоруссии (наравне с тяжелоатлетом Валерием Шарием, фехтовальщицей Еленой Беловой и своим напарником Астапковичем), а также удостоен почётного звания «Заслуженный мастер спорта СССР».
В 1976 году на чемпионате СССР Воробьёв и Астапкович одержали победу в гонке двухместных байдарок на 1000 м. Рассчитывали пройти отбор на летние Олимпийские игры в Монреаль, однако в жёсткой конкурентной борьбе проиграли динамовцам Владимиру Романовскому и Сергею Нагорному, которые впоследствии добыли на Олимпиаде золото и серебро.
Год спустя белорусский дуэт Воробьёв—Астапкович выступил на мировом первенстве в болгарской Софии, откуда спортсмены привезли медаль серебряного достоинства, выигранную в заплыве байдарок-двоек на полукилометровой дистанции. В 1978 году Виктор Воробьёв решил попробовать себя в гребле на каноэ, вместе с гребцом Александром Белым был лучшим в зачёте всесоюзного первенства на дистанции 10000 м, а затем получил бронзовую награду на чемпионате мира в Белграде, тоже среди двоек на десятикилометровой дистанции. Вскоре после этих соревнований завершил карьеру спортсмена, уступив место в сборной молодым советским гребцам.
Имеет высшее образование, в 1979 году окончил Гомельский государственный университет имени Франциска Скорины. После завершения спортивной карьеры работал инструктором в Гомельском областном комитете.